# Jean-Luc Crétier
Jean-Luc Crétier (Albertville, 28 aprile 1966) è un ex sciatore alpino francese, campione olimpico nella discesa libera ai XVIII Giochi olimpici invernali di Nagano 1998.
Fu uno dei punti di forza della nazionale francese negli anni 1990; pur non avendo ottenuto vittorie in Coppa del Mondo, conquistò la medaglia d'oro olimpica nella discesa libera a distanza di trent'anni dall'ultimo titolo vinto da uno sciatore francese, Jean-Claude Killy a Grenoble 1968.

## Biografia
Crétier, specialista delle prove veloci originario di Bourg-Saint-Maurice e cugino di Danièle Debernard, a sua volta sciatrice alpina, debuttò in campo internazionale in occasione dei Mondiali juniores di Sestriere 1983; esordì ai Giochi olimpici invernali a Calgary 1988, classificandosi 6º nella combinata e non concludendo lo slalom speciale. In Coppa del Mondo ottenne il primo risultato di rilievo il 22 dicembre 1988 a Sankt Anton am Arlberg (7º in combinata); l'esordio iridato avvenne a Saalbach-Hinterglemm 1991, dove fu 11º nel supergigante.
Ai XVI Giochi olimpici invernali di Albertville 1992 fu 24º nel supergigante e 4º nella combinata; due stagioni dopo conquistò il primo podio in Coppa del Mondo, chiudendo al 3º posto la discesa libera della Val Gardena del 18 dicembre 1993. 24º nella discesa libera e non classificato nella combinata ai XVII Giochi olimpici invernali di Lillehammer 1994, ai successivi Mondiali di Sierra Nevada 1996 fu, nelle stesse specialità, rispettivamente 35º e 16º.
Anche ai Mondiali di Sestriere 1997, sua ultima presenza iridata, gareggiò nella discesa libera e nella combinata, piazzandosi rispettivamente 15º e 13º; nel 1998 salì per l'ultima volta sul podio in Coppa del Mondo, il 23 gennaio a Kitzbühel in discesa libera (3º), e ai successivi XVIII Giochi olimpici invernali di Nagano 1998, sua ultima presenza olimpica, vinse la medaglia d'oro nella discesa libera e si classificò 25º nel supergigante. Crétier fu costretto a chiudere prematuramente la carriera a causa di un grave infortunio occorsogli in Val Gardena durante la discesa libera di Coppa del Mondo del 19 dicembre 1998.

## Palmarès

### Olimpiadi
- 1 medaglia:
  - 1 oro (discesa libera a Nagano 1998)

### Coppa del Mondo
- Miglior piazzamento in classifica generale: 18º nel 1998
- 5 podi (tutti in discesa libera):
  - 3 secondi posti
  - 2 terzi posti

### Campionati francesi
- 10 medaglie (dati parziali fino alla stagione 1994-1995):
  - 6 ori (combinata[senza fonte] nel 1983; supergigante[1] nel 1989; discesa libera[1], combinata[1] nel 1991; discesa libera[1], combinata[1] nel 1993)
  - 2 argenti (discesa libera, supergigante nel 1998)
  - 2 bronzi (supergigante nel 1995; discesa libera nel 1997)